# Transmisores y comunicaciones
Transmisores y comunicaciones S.L. (en croata: Odašiljači i veze ) es una empresa pública croata que provee servicios de radiodifusión y telecomunicaciones. Establecida en Zagreb, Croacia desde 2002 a raíz de una división de la empresa Hrvatska radiotelevizija. Es propietaria de la torre de telecomunicaciones de Zagreb.

## Historia
Fundada como "Radio Club Zagreb" en 1924 por un grupo de radioaficionados de Zagreb, tres meses después pidieron permiso al gobierno del Reino de los Serbios, Croatas y Eslovenos para iniciar transmisiones. Finalmente en 1926 el permiso fue concedido y se instaló un transmisor en pleno centro de Zagreb en la Plaza San Marcos, un lugar que poco tiempo después se mostró insuficiente por lo que se decidió trasladarlo a una mejor ubicación en el pueblo de Otok, cercano a Zagreb. En 1932 se terminó la construcción del edificio y se instaló la antena y en 1933 se trasladó la transmisión.
En 1940, se hizo evidente que el transmisor de Otok no era suficiente para cubrir todo el territorio de habla croata y, una vez que la compañía fue adquirida por el estado, en junio de ese año, se comenzaron planes para aumentar la capacidad del transmisor y así cubrir todo el territorio croata durante el día y en la noche incluso a toda Europa. En 1949 se instaló un nuevo transmisor en Deanovec, cerca de Zagreb. En años posteriores se instalaron diversos transmisores, entre ellos la torre del pico Sljeme de concreto armado.
Finalmente en 2002, la empresa entonces llamada "Radiotelevisón croata" se dividió en dos ramas: * Hrvatska radiotelevizija (Radiotelevisión croata) y * Odašiljači i veze (Transmisores y comunicaciones S.L.).